# Іван Мінаєв
Іван Мінаєв (21 жовтня 1840, Тамбов — 13 червня 1890, Петербург) — сходознавець Російської імперії — індолог. Дійсний статський радник.

## Біографія
Батька втратив у неповні сім років і мало його пам'ятав. Закінчив в 1858 Тамбовську чоловічу гімназію. В 1858—1862 роках продовжив освіту на Східному факультеті Петербурзького університету, — по китайсько-маньчжурського відділення. Лекції В. П. Васильєва привернули його увагу до буддизму, для занять яким Мінаєв почав вивчати санскрит; у Британському музеї та Паризькій бібліотеці працював над палійськими рукописами, яким склав каталог (не видано).
З 1869 — приват-доцент історико-філологічного факультету Санкт-Петербурзького університету.
З 1871 — член Російського географічного товариства.
У 1872 І. Мінаєв захистив докторську дисертацію на тему «Нарис фонетики та морфології мови впали». Вона була перекладена англійською та французькою мовами, ставши першою в Європі граматикою цієї мови, заснованої на ідеях та методах індійської лінгвістичної традиції; в ній використаний матеріал індійської граматики Рупусіддхі.
З 1873 — професор кафедри порівняльного мовознавства Імператорського Петербурзького університету. У 1874 році здійснив подорож на острів Цейлон, описавши у своїх записках не лише місцеві визначні пам'ятки та колоніальні порядки, а й звичаї найдавнішого населення острова — лісових мисливців віддів.
З 1883 за сумісництвом працював на східному факультеті Імператорського Петербурзького університету.
В університетському курсі «Загальне мовознавство» (1884) Іван Мінаєв розвивав ідеї Вільгельма фон Гумбольдта та Хеймана Штейнталя, розробивши оригінальний варіант стадіальної класифікації мов; виступив як один із перших типологів російської імперії.
Відомий Мінаєв як буддолог. (Буддизм. Дослідження та матеріали, т. 1, 1887). Він досліджував буддійські пам'ятники, а також видавав матеріали з записаних ним індійський фольклорних напрямків. «Щоденник подорожей до Індії та Бірми. 1880 і 1885—1886» був виданий в 1955.
За життя провів три подорожі (1874—75, 1880, 1885—86), під час яких відвідав Індію, Цейлон, Бірму та Непал. Наукові дослідження Мінаєва були зосереджені на давній, середньовічній та новій історії країн Південної Азії (література, філософія, лінгвістика, культура у широкому значенні, географія, особливо історична, етнографія, фольклор). Мінаєв започаткував широкі дослідження в галузі буддології в Російській імперії..
Помер Іван Мінаєв 1 червня 1890. Поховання відбулося у Санкт-Петербурзі на Новодівичому кладовищі.

## Праця
- «Пратимокшасутра. Буддійський служебник, вид. та переклад». (Санкт-Петербург, 1869; додаток № 1, XVI ст. «Записки Імператорської Академії Наук»).
- «Die Pali-Metrik Vuttodava» («Mek. Asiat.», VI, 195)
- «Нові факти щодо зв'язку давньої Індії із Заходом» («Журнал Міністерства народної освіти», 1870, № 8).
- «Кілька оповідань про переродження Будди» («Журнал Міністерства Народної Освіти», 1871 № 11);
- «Кілька слів про буддійські джатаки» (ib., 1872, № 6);
- «Індійські казки» (ib., 1874 № 11; 1876 № 2, 4, 5).
- «Нарис фонетики та морфології мови Палі» (Санкт-Петербург, 1872)
- «З подорожі по Індії» («Журнал Міністерства народної освіти», 1876 № 188).
- «Нариси Цейлону та Індії» (Санкт-Петербург, 1878).
- «Нарис найважливіших пам'яток санскритської літератури» («Загальна історія літератури», вид. Ст. Корша, вип. I).
- («Англійці в Бірмі», «Вісник Європи», 1887 № 11).
- «Буддизм. Дослідження та матеріали» (т. I, вип. 1 і 2, Санкт-Петербург, 1887, у «Записках Історико-філологічного Факультету», т.д. XVI).
- Минаев И. П. Дневники путешествий в Индию и Бирму. 1880 и 1885—1886 / Отв. ред. акад. А. П. Баранников; Члены ред. колл.: Н. М. Гольдберг, Г. Г. Котовский; Институт востоковедения АН СССР. — М. : Изд-во АН СССР, 1955. — 252, [2] с. — 10000 прим. (у пров.)
- Индийские сказки и легенды, собранные в Камаоне в 1875 году И. П. Минаевым / Сост. И. П. Минаев. — М. : Наука, 1966. — 264 с. — 33000 прим. (Обл.)
- «Подорож Марко Поло» переклад зі старофранцузького І. П. Мінаєва — Санкт-Петербург, Російське географічне товариство, 1902.
- «Книга Марко Поло», переклад із старофранцузького тексту І. П. Мінаєва, редакція та вступна стаття І. П. Магидовича.-М., Державне видавництво Географічної літератури, 1955.